# Djurslands Jernbanemuseum
Djurslands Jernbanemuseum ist ein dänisches Eisenbahnmuseum. Es ist im dreiständigen Lokomotivschuppen des Bahnhofes Ryomgård in Ryomgård in Djursland untergebracht.

## Geschichte
Das Museum wurde 1981 auf Initiative der „Ryomgård Borgerforening“ und der „Foreningen til bevarelse og udbygning af Djurslands Jernbaner“ zusammen mit dem ehemaligen Verkehrsleiter W. M. Rosenflügel aus Grenå gegründet.
Als Standort für das Museum wurde der Bahnhof Ryomgård, früher ein Eisenbahnknotenpunkt, gewählt. Im Bahnhof trafen sich früher die Strecken nach Randers (1876–1971), Grenaa (1876–jetzt), Aarhus (1877–jetzt) und Ryomgård–Gjerrild–Grenaa (1891–1956). Seit 2019 wird Ryomgård von der Aarhus Letbane bedienen.
2006 wurde das Museum vom Dansk Jernbane-Klub übernommen. Es wird ausschließlich von Freiwilligen betrieben und ist außer für Gruppen nur im Sommer für die Öffentlichkeit zugänglich.

## Ausstellungsgegenstände
- Modellbahnanlagen
  - Diorama DSB-Centralværkstedet Aarhus
  - Rosenvinges modelbane - Spur 0
  - Modellbahnanlage Spur HO
- Fahrzeuge
  - Diesellokomotive Skagensbanen M 4
  - Dampflokomotive VNTJ 9
  - DSB Traktor 135
  - Güterwagen Albani
  - Tankwagen der Aarhus Oliefabrik A/S
  - Schneepflug der Randers-Hadsund Jernbane und andere
- handbetriebene Drehscheibe, 1904 von Phönix in Odense gebaut
- mechanisches Stellwerk[2]